# عرق عوكر
عوكر أو عرق عوكر هي منطقة جغرافية منخفضة تقع في جنوب شرق موريتانيا. بين مقاطعة كيفة عاصمة ولاية العصابة والنعمة عاصمة ولاية الحوض الشرقي جنوب هضبة تكانت.
حوض آوكار هو المنطقة الطبيعية الجافة التي تحوي مجموعة من الكثبان الرملية والوهاد تحف المنطقة من الجانبين الشمالي والشرقي.

## تاريخ
كانت عوكر في السابق بحيرة كبيرة تصل حدودها لمنطقة تيشيت، على الحدود الجنوبية لهضبة تاكانت. حيث في تلك المنطقة على بقايا حوالي 400 قرية.  قبل 1000 سنة قبل الميلاد، أصبحت منطقة جافة بشكل متزايد.

## علم البيئة
منطقة عوكر هي واحدة من عدد قليل من المناطق الطبيعية لمها أبو عدس النادرة المهددة بالانقراض.